# Sledge Hammer!
Sledge Hammer! är en amerikansk deckarkomedi som producerades av New World Television och sändes av ABC mellan 1986 och 1988.

## Handling
Sledge Hammer, en parodi på tuffa snutar av Dirty Harry-typ, försöker lösa brott på våldsammaste sätt med sin magnumrevolver.

## Rollista i urval
- David Rasche – polisinspektör Sledge Hammer
- Anne-Marie Martin – polisdetektiv Dori Doreau
- Harrison Page - poliskapten Trunk